# Kerim Abazovic
Kerim Abazovic (* 3. Februar 2004 in Wien) ist ein österreichischer Fußballspieler.

## Karriere

### Verein
Abazovic begann seine Karriere beim SV Vorwärts Brigittenau. Zur Saison 2013/14 wechselte er zur SV Donau Wien. Zur Saison 2018/19 kam er in die Akademie des FK Austria Wien. Bereits nach einer Spielzeit verließ er die Akademie aber wieder und wechselte zum First Vienna FC. Im Juli 2021 spielte er erstmals für die erste Mannschaft der Wiener in der Wiener Stadtliga. Am Ende der Saison 2020/21 stieg er mit der Vienna in die Regionalliga Ost auf. In dieser kam er als festes Kadermitglied der ersten Mannschaft in der Saison 2021/22 zu 15 Einsätzen, mit der Vienna gelang ihm der direkte Durchmarsch in die 2. Liga.
Sein Zweitligadebüt gab Abazovic dann im Juli 2022, als er am ersten Spieltag der Saison 2022/23 gegen den FC Blau-Weiß Linz in der Startelf stand. In diesem Spiel gelang ihm in der 30. Spielminute das 2:0 für seinen Verein, was auch der Endstand war. Insgesamt kam er für die Vienna zu 43 Zweitligaeinsätzen.
Zur Saison 2024/25 wechselte er innerhalb der Liga zum SV Stripfing, bei dem er einen bis 2025 laufenden Vertrag erhielt.

### Nationalmannschaft
Abazovic debütierte im September 2022 gegen Lettland für die österreichische U-19-Auswahl.